# Zapadlisko dnieprowsko-donieckie
     1. Tarcza ukraińska
     2. Wyniesienie kowelskie
     3. Płyta wołyńsko-podolska
     4. Karpaty
     5. Platforma zachodnioeuropejska

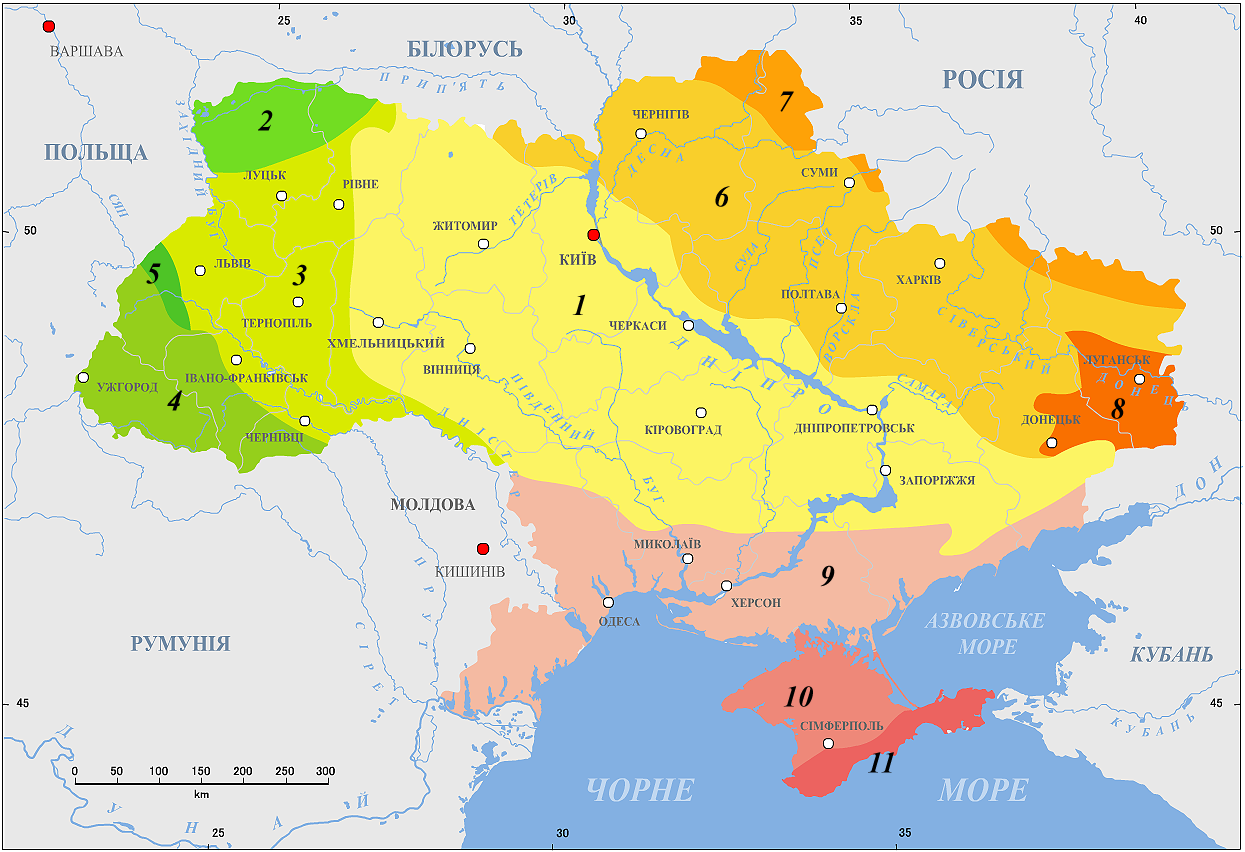
1. Tarcza ukraińska
Inne:
2. Wyniesienie kowelskie
3. Płyta wołyńsko-podolska
4. Karpaty
5. Platforma zachodnioeuropejska
6. Zapadlisko dnieprowsko-donieckie
7. Antekliza woroneska
8. Doniecka struktura fałdowa
9. Zapadlisko przyczarnomorskie
10. Płyta scytyjska
11. Krymska strefa fałdowa

     6. Zapadlisko dnieprowsko-donieckie
     7. Antekliza woroneska
     8. Doniecka struktura fałdowa
     9. Zapadlisko przyczarnomorskie
     10. Płyta scytyjska
     11. Krymska strefa fałdowa
Zapadlisko dnieprowsko-donieckie (aulakogen dnieprowsko-doniecki) – jednostka geostrukturalna leżąca na Ukrainie i Białorusi, część składowa Lineamentu Sarmacko-Turańskiego, jeden z głównych elementów platformy wschodnioeuropejskiej.
Zapadlisko (aulakogen) rozdziela tarczę ukraińską i anteklizę woroneską, zbudowane ze skał prekambryjskich. Powstało w późnym paleozoiku, w wyniku rozciągania skorupy ziemskiej i tworzenia się głębokich uskoków i dyslokacji o przebiegu NW-SE. Wskutek rozciągania skorupa jest bardzo ścieniona. Fundament krystaliczny występuje na głębokości od 5 km na zachodzie do 18 km na wschodzie. Głównym elementem zapadliska jest centralny graben.
Aulakogen wypełniony jest osadami młodszego paleozoiku, od skał detrytycznych środkowego dewonu z wkładkami wulkanitów oraz ewaporatów, przez skały węglanowe górnego dewonu. Wyżej występuje luka stratygraficzna, i następnie leżące niezgodnie osady najwyższego karbonu (zawierające liczne złoża węgla kamiennego) i permu (dolomity, piaskowce, pstre iły, anhydryty), mezozoiku, i kenozoiku (morskie i lądowe osady detrytyczne i węglanowe). Miąższość osadów na skłonie zapadliska wynosi 500-3.500 m, w grabenie - 18.000 m. Są one porozcinane dyslokacjami na niezależne bloki.
Skały dewonu i karbonu południowo-wschodniej części aulakogenu zostały sfałdowane, i stanowią podłoże paleozoicznej platformy scytyjskiej.
Geomorfologicznie obszar zapadliska dnieprowsko-donieckiego zajmują Nizina Naddnieprzańska i część Niziny Poleskiej.
Na północy Zapadlisko oddzielone jest od anteklizy woroneskiej uskokiem baranowicko-astrachańskim, na południu od tarczy ukraińskiej – uskokiem prypecko-manyckim. Granicą północno-zachodnią jest wyniesienie czernihowskie, oddzielające zapadlisko dnieprowsko-donieckie od zapadliska prypeckiego, a południowo-wschodnią - strefa fałdowa Donbasu.
Depresję Dniepr-Donieck można uznać za obiecujący obszar z zasobami geotermalnymi. Analiza techniczno-ekonomiczna wykazała, że na podstawie odwiertów naftowych i gazowych DDZ można budować elektrownie geotermalne o głębokości wiercenia lub otwierania odwiertów do 3 - 4,5 km. Na takich głębokościach 90% potencjału cieplnego wód geotermalnych w produktywnych poziomach ropy i gazu w złożach węgla nie przekracza 108 ° C. Dwie studnie z głębokości złóż węgla mogą zapewnić 0,4 - 4,5 MW energii cieplnej.